# 白色鄉間別墅
白色乡间别墅（俄語：белая дача；烏克蘭語：біла дача）是俄國作家安东·帕夫洛维奇·契诃夫在克里米亞雅尔塔的宅邸，也是他寫下大量偉大作品的地方，目前為一座作家博物馆。

## 建設過程
白色鄉間別墅建於1898年，接著安东·帕夫洛维奇·契诃夫的《海鷗》就受到極大歡迎。他在父親去世後開始住到這棟別墅中，並且在此治療肺结核。契诃夫种植各式各样的樹木，包括桑樹、樱桃樹、杏仁、桃子、柏树、柑橘、阿拉伯膠和樺木。除此之外，也有飼養一些狗來拖拉重物。
這棟房子是由夏普夫洛夫所設計，亚历山大·伊凡诺维奇·库普林描繪這棟建築，這也許是雅爾達最原始的建築，也是所有建築中最白、純潔、美麗且不對稱的建築，而且有一座高塔，下方有一個玻璃陽台，上方有一個開放的陽台，窗戶四周分佈著寬闊而狹窄的窗戶。
夏普夫洛夫提到，這是一間在奧圖卡，鄰近克里米亞雅爾塔的鄉間別墅，建造很有效率且非常優秀。這幢別墅也被描述於契诃夫的《帶小狗的女人》的海景與《櫻桃園》之中，除此之外，契诃夫也在這裡寫出《三個姊妹》和《主教》。

## 博物館

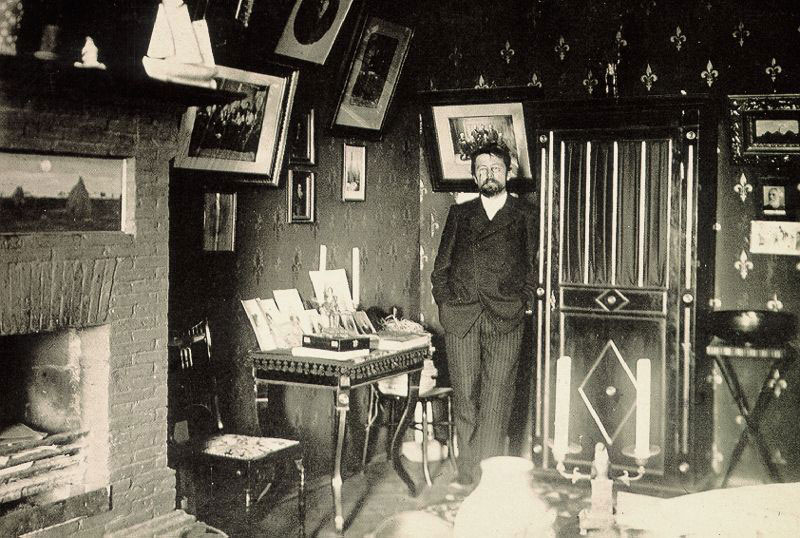
安东·帕夫洛维奇·契诃夫在白色鄉間別墅研習

契诃夫在1904年死亡後，由他的姐姐玛莎接手管理，到1921年才成为一間博物馆。在纳粹占领期間，他姐姐拒絕離開，把德國劇作家格哈特·霍普特曼的畫像放上牆，並強力拒絕德國軍官進入他弟弟的房間，因此當時並沒有造成什麼損失。不過最後房屋還是被納粹德國空軍的空襲所破壞。

## 博物馆资金问题
蘇聯政府時期，將這幢別墅看作是文化遺產，相當努力的保存。不過隨著苏联解体，別墅的保養也變得相當有爭議性，克里米亞成為一個烏克蘭的自治共和國，所以編列的預算非常之少，甚至有一部分的意見認為契诃夫是俄國人，費用須由俄羅斯當局負擔。不過俄羅斯當局並不同意，所以別墅也變的破舊不堪。2010年5月11日，乌克兰总统維克多·費奧多羅維奇·亞努科維奇同意修復和繼續維護這幢別墅。

## 知名的訪客
安东·帕夫洛维奇·契诃夫在此接待過列夫·托爾斯泰、費奧多·夏里亞賓、谢尔盖·瓦西里耶维奇·拉赫玛尼诺夫、马克西姆·高尔基，列昂尼德·库奇马與弗拉基米尔·弗拉基米罗维奇·普京曾在2003年到這間博物館參觀過。

## 衍伸閱讀
- 巴特利特·罗斯孟德 (2004年)：契诃夫的场景中从一个生命
- 溜槽·帕特里夏(1998年)：契诃夫的房子與在雅尔塔最后几年